# Bolbelasmus minor
Bolbelasmus minor is een keversoort uit de familie cognackevers (Bolboceratidae). De wetenschappelijke naam van de soort werd in 1896 gepubliceerd door Martin Larsson Linell.